# آنتونی مور

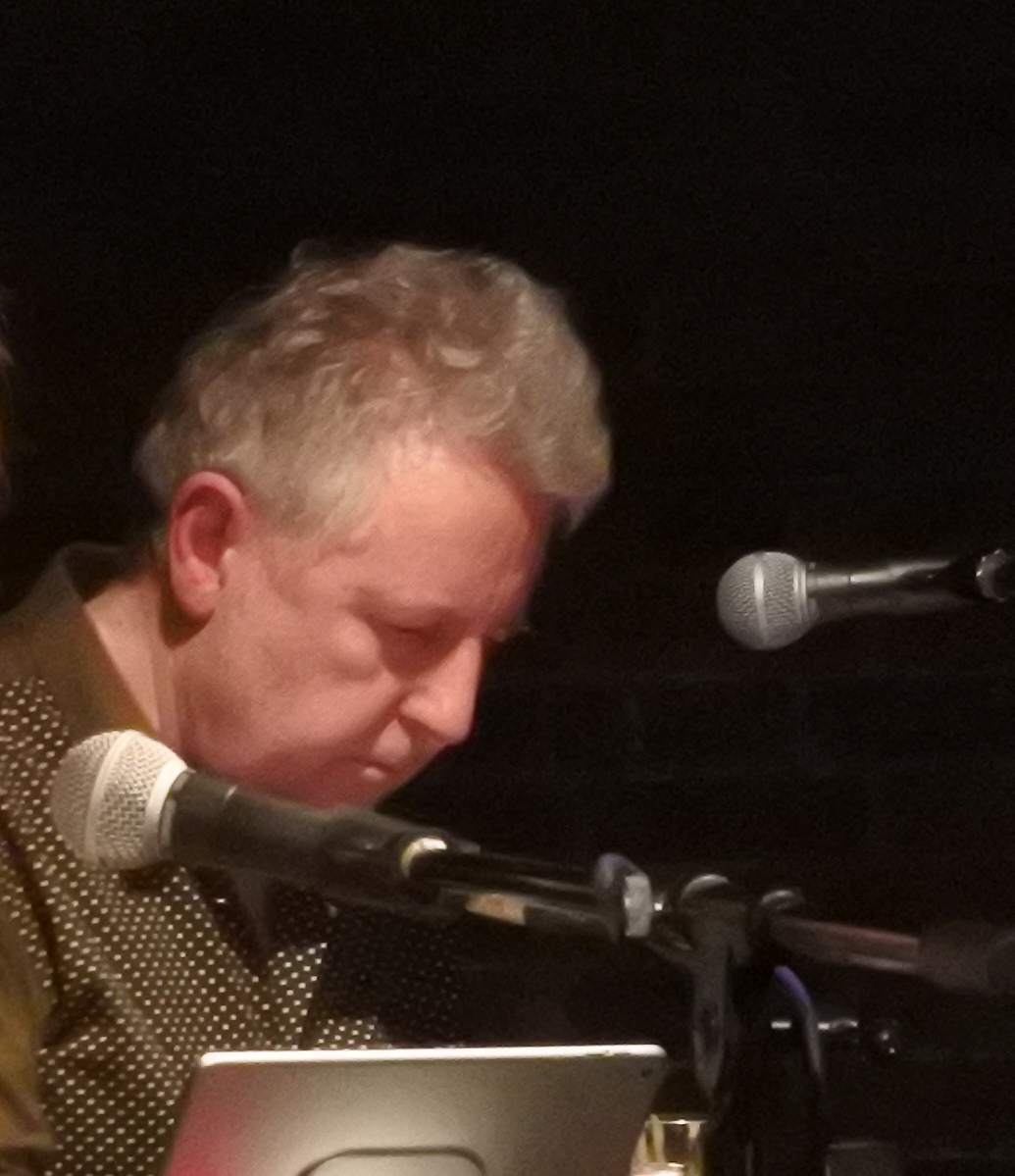
نگارهٔ آنتونی مور، موسیقی‌دان و تهیه‌کننده - ۲۰۱۷

آنتونی مور (به انگلیسی: Anthony Moore) (زاده‌ٔ ۱۹۴۸) موسیقی‌دان و تهیه‌کننده اهل بریتانیا است. او سابقه همکاری با گروه‌های Slapp Happy و Henry Cow را دارد و آلبوم‌های سولویی نیز منتشر کرده‌است. وی به عنوان شاعر نیز با هنرمندانی نظیر پینک فلوید، تروون روبین، کوین آیرز، ریچارد رایت نیز همکاری داشته‌است.